# Elżbieta
Elżbieta ist die polnische Variante des Vornamens Elisabeth.

## Bekannte Namensträgerinnen
- Elżbieta Bieńkowska (* 1964), polnische Politikerin und Ministerin für Regionalentwicklung
- Elżbieta Czyżewska (1938–2010), polnische Schauspielerin
- Elżbieta Jakubiak (* 1966), polnische Politikerin und ehemalige Ministerin für Sport und Tourismus
- Elżbieta Kruk (* 1959), polnische Politikerin
- Elżbieta Krzesińska (1934–2015), polnische Leichtathletin
- Elżbieta Steinmetz, Sängerin der Band Elaiza, die 2014 für Deutschland beim Eurovision Song Contest antrat
- Elżbieta Streker-Dembińska (* 1954), polnische Politikerin und Abgeordnete des Sejm
- Elżbieta Zawacka (1909–2009), polnische Widerstandskämpferin, Mathematikerin und Pädagogin